# Ducaton

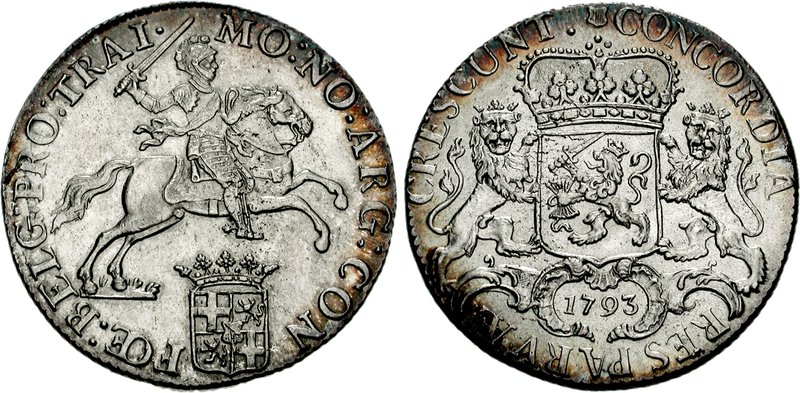
Ducaton (zilveren rijder), Utrecht 1793

De ducaton, dukaton, ducatone of ducatoon is een zilveren muntsoort die gangbaar was in de 16e tot en met de 18e eeuw. De ducaton was het equivalent van de gouden dukaat.
De eerste munt van het ducaton-type was de scudo, bekend als de 'ducatone da soldi cento' (ducaton van 100 soldi), uitgegeven door Karel V in Milaan in 1551. Ducatons werden in de 17e eeuw in grote aantallen gemunt in meerdere Italiaanse staten. Deze munten vonden hun weg naar andere delen van het Spaanse Rijk, inclusief Bourgondië en de Nederlanden. 
De munt werd in 1618 ingevoerd in de Spaanse Nederlanden en had een waarde van 63 stuivers. De eerste exemplaren droegen aan de voorzijde bustes van Albert en Isabella en aan de keerzijde het overgenomen wapenschild van Leuven. Ze woog ongeveer 32,48 gram, met een zilvergehalte van 944/1000, en was daarmee de zwaarste zilvermunt van de Nederlanden ooit.
Vanaf 1659 werden ook ducatons uitgegeven door de Noordelijke Nederlanden, de zogenaamde zilveren rijders. 

## Trivia
Een gouden ducaton die door een gezin uit De Bilt werd gevonden in een sieradenkistje heeft in 2019 bij een veiling 196.800 euro opgebracht.

## Referentie
- art. Dukaton, Muenzen-Lexikon.de (2003).